# 대칭 그래프

페테르센 그래프는 대칭 그래프의 하나이다.

어떤 그래프 {\displaystyle G}에 대해, 변의 연결 상태를 보존하는 자기동형사상 {\displaystyle f}가 존재할 경우, 그 사상을 그래프의 대칭성이라고 정의한다. 여기에서 연결 상태를 보존한다는 의미는, 그래프 {\displaystyle G}에 속하는 변 {\displaystyle (u,v)}, {\displaystyle (u',v')}에 대해, {\displaystyle f(u)=u',f(v)=v'}가 성립한다는 의미이다. 대칭성이 존재하는 그래프를 대칭 그래프(symmetric graph)라고 부른다.
정의를 확장해서, 어떤 그래프에 대해서 길이가 {\displaystyle k}인 호(arc)를 보존하지만 길이가 {\displaystyle k+1}인 호를 보존하지는 않는 자기동형사상이 있을 경우, 그 그래프는 {\displaystyle k}-arc-transitive라고 부른다. 변은 길이가 1인 호이므로, 대칭 그래프는 1-arc-transitive 그래프와 같은 의미이다.

## 같이 보기
- 대수적 그래프 이론